# Denim (drag queen)
Denim, nombre artístico de Emerson Sanderson, es una artista drag canadiense, conocida por competir en la cuarta temporada de Canada's Drag Race. Es el segundo hombre trans en competir en la franquicia Drag Race, tras Gottmik.

## Carrera
Sanderson es un artista drag. Su personaje Denim ha sido descrito como una "drag queen transmasculina conocida por su mezcla natural de moda bimbo de la década de 2000 y estética futurista de club kid". Ha actuado junto con Caroline Polachek, Charli XCX, Kim Petras, King Princess y Tinashe. La llamaron Mx. Queerdo.
Denim compitió en la cuarta temporada de Canada's Drag Race.

## Vida personal
Sanderson es originario de la Isla del Príncipe Eduardo y vive en Montreal. Es neurodivergente y le ha sido diagnosticado con autismo. Es el segundo hombre trans en competir dentro de la franquicia Drag Race, después de Gottmik. Denim usa el pronombre «ella» cuando está en drag, y el pronombre «él» cuando no lo está. En el programa, Denim dijo que usar los términos "AFAB" y "AMAB" (términos anglosajones usados para referirse a asignado mujer al nacer y asignado hombre al nacer, respectivamente) podían ser transfóbicos cuando se usan para categorizar a artistas drag.